# TauCeti Unknown Origin
TauCeti Unknown Origin est un jeu vidéo à venir développé et publié par BadFly Interactive. Le jeu se déroule dans le même univers que Dead Effect et Dead Effect 2, .  

## Développement
Le jeu a été annoncé le 7 août 2017 lorsque BadFly Interactive a publié son premier teaser. 

## Terrain
L'histoire se déroule après Dead Effect 2. ESS Meridian s'écrase sur la planète Tau Ceti F. Le joueur se réveille dans une jungle et doit survivre à l'environnement difficile de la planète. 